# Cetopsidium orientale
Cetopsidium orientale es una especie de pez de la familia Cetopsidae en el orden de los Siluriformes.

## Morfología
• Los machos pueden llegar alcanzar los 5,8 cm de longitud total.
- Número de  vértebras: 37-42.[1]

## Hábitat
Es un pez de agua dulce y de clima tropical.

## Distribución geográfica
Se encuentran en Sudamérica: ríos costeros de Surinam y la Guayana Francesa.